# Ikke Naken
Ikke naken - internationaal ook uitgebracht als The Colour of Milk en in Nederland onder de titel Niet naakt, niet gekleed - is een Noorse humoristische film uit 2004 onder regie van Torun Lian. De film is gebaseerd op het boek Ikke naken, ikke kledt van Torun Lian.
De film was winnaar van het Europese Jeugdfilmfestival 2005.

## Verhaal
Volgens Selma, een meisje van 12, is liefde de ergste van alle natuurrampen. Haar moeder stierf tijdens haar geboorte, volgens Selma de liefdesdood. Ook maakt Selma regelmatig de woede-uitbarstingen tussen Nora en Richard mee, die toch hun huwelijk blijven voorbereiden. Voor Selma is dit alles het bewijs dat liefde onbetrouwbaar is. Selma wil dan ook haar leven wijden aan de wetenschap en zo de Nobelprijs winnen. Selma en haar vriendinnen hebben dan ook gezworen geen interesse te tonen in jongens. In de zomer breken de vriendinnen deze belofte en gaan ze op jongensjacht. Selma is hier verbolgen over, tot ze tijdens de zomervakantie de Zweed ontmoet. De Zweed is een studiegenoot van neef Karsten, die meehelpt om de koeien in de wei De Maan te melken. Selma voelt zich aangetrokken tot hem en door zijn intrigerende vraag welke kleur melk van binnen heeft. In de tussentijd gaat ze ook meer en meer om met Andy. Andy, die verliefd is op Selma, helpt Selma bij haar onderzoek en allerlei filosofische vragen. Dit alles leidt ertoe dat haar leven behoorlijk verwarrend wordt en dat ze veel moeite heeft met haar gevoelens. Ze ondernemen samen veel activiteiten en ze komen erachter welke kleur melk van binnen heeft: zwart! (er komt immers geen licht in het binnenste van melk).
Toch komt het tot een breuk tussen Selma en Andy als blijkt dat zijn gevoelens na herhaaldelijke pogingen niet worden beantwoord. Selma gaat dan ook zonder hem naar het huwelijk toe. Als ze ziet dat de Zweed omgaat met iemand anders, komt het besef dat ze eigenlijk ook verliefd is op Andy. Na contact gezocht te hebben met Andy, zijn ze samen. Selma is dan nog steeds van mening dat liefde de ergste is van alle natuurrampen, maar uiteindelijk ook de beste.

## Cast
- Julia Krohn - Selma
- Bernhard Naglestad - Andy
- Reidar Sørensen - Gaston
- Andrike Sæter - Annelise
- Ane Dahl Torp - Nora
- Kim Sørensen - Richard
- Gustaf Skarsgård - de Zweed